# Síndrome de Bálint
A Síndrome de Bálint é uma tríade incomum e incompletamente compreendida de deficiências neuropsicológicas graves: incapacidade de perceber o campo visual como um todo (simultanagnosia), dificuldade em fixar os olhos (apraxia oculomotora) e incapacidade de mover a mão para um objecto específico usando a visão (ataxia óptica); em geral, a Síndrome de Balint-Holmes (como também é conhecida) causa lesões cerebrais em diferentes setores do córtex cerebral. Foi batizada em 1909 em homenagem ao neurologista e psiquiatra austro-húngaro Rezső Bálint, que a identificou pela primeira vez .
A síndrome de Bálint ocorre mais frequentemente com um início agudo - como consequência de dois ou mais acidentes vasculares cerebrais aproximadamente no mesmo local em cada hemisfério. Por isso, é considerada rara. Há quem diga que a causa mais frequente da síndrome de Bálint completa é uma hipotensão súbita e grave, que resulta num infarto bilateral da zona fronteiriça na região occipito-parietal. Porém, raramente, foram detectados casos de síndrome de Bálint progressiva em doenças degenerativas como a doença de Alzheimer ou em certos casos neurológicos, traumáticos, na fronteira entre os lobos parietal e occipital do cérebro.
O desconhecimento desta síndrome pode levar a um diagnóstico incorreto e, consequentemente, a um tratamento inadequado ou insuficiente. Consequentemente, os médicos devem estar familiarizados com a síndrome de Bálint e as suas várias causas.

## Introdução
Rudolf Balint descreveu pela primeira vez a síndrome de Balint em 1909. Nas suas observações originais, descreveu os sintomas clínicos do doente, que incluíam:
- Incapacidade de visualizar mais do que um objeto no campo visual de cada vez (paralisia psíquica do olhar ou desatenção visual);
- Incapacidade de identificar diferentes objetos numa cena visual simultaneamente (perturbação espacial da atenção ou simultanagnosia);
- Incapacidade de alcançar um objeto com a mão direita, porém capaz de o fazer com a mão esquerda. (ataxia óptica).
O doente tinha acuidade visual normal, visão de cores e movimentos musculares extra-oculares intactos, e a sua autópsia revelou alterações sugestivas de doença cerebrovascular crónica nos lobos parietais posteriores bilaterais. Na altura, postulou-se que os sintomas resultavam de uma falta de coordenação entre a entrada sensorial e a saída motora.
Em 1919, Holmes e Horrax descreveram outro caso com uma apresentação semelhante, mas os autores postularam que a incapacidade do doente para tocar ou apontar para objetos se devia apenas a perturbações visuais. Consideraram que o doente não tinha problemas em realizar tarefas sensoriais ou motoras que não necessitassem de input visual, pelo que o défice primário tinha de ser nos campos visuais.

## Etiologia
A síndrome de Balint resulta normalmente de AVCs isquêmicos nas áreas parietal e occipital bilaterais.
Existem também relatos de Síndrome de Bálint com outras perturbações neurológicas, tais como:
Síndrome de encefalopatia reversível posterior (PRES)
Doença de Alzheimer
Doença de Creutzfeldt-Jakob (DCJ)
Atrofia cortical posterior (PCA)
Degenerescência corticobasal (CBD)
Encefalite subaguda por VIH
Leucoencefalopatia multifocal progressiva (PML)
Traumatismo craniano
Toxoplasmose cerebral, e
Metástases cerebrais
Existem dois relatos recentes de casos de encefalite por receptores NMDA com uma apresentação clínica consistente com a síndrome de Balint. Existe também um caso de síndrome de Balint idiopática.

## Epidemiologia
A literatura relativa à síndrome de Balint existe sobretudo sob a forma de relatos de casos. Não existem relatos da incidência e prevalência exactas da síndrome de Balint. Os relatos são normalmente relativos à população adulta, mas existem vários relatos de casos na população pediátrica com apenas 4 anos de idade.

## Patofisiologia
Lesões envolvendo áreas parietais bilaterais e áreas occipitais em alguns casos, devido às causas mencionadas acima, resultam em características clínicas que se apresentam na síndrome de Balint. Entre os vários factores etiológicos, o enfarte isquémico devido a múltiplas causas parece ser a etiologia mais comum da síndrome de Balint.

## Apresentacao Clínica
A síndrome de Balint, tal como descrita inicialmente, é uma doença rara associada a dificuldades na coordenação visual e espacial e é caracterizada pelas três características principais:
Ataxia óptica
Apraxia oculomotora
Simultagnosia
A ataxia óptica é a falta de coordenação entre a entrada visual e os movimentos das mãos. Por exemplo, os doentes podem tocar voluntariamente e com precisão no seu próprio corpo, mas quando lhes é dada uma tarefa guiada visualmente, são incapazes de a completar. No entanto, quando lhes são dadas pistas proprioceptivas ou auditivas para alcançar um objecto-alvo, conseguem realizar a tarefa sem problemas. As teorias sugerem que este défice pode surgir devido a lesões no lóbulo parietal superior, que é responsável pela coordenação entre a informação visual e os movimentos da mão. A ataxia óptica isolada pode ocorrer devido a lesões nas áreas 5, 7, 19, 37 e 39 de Broadman.  Embora a literatura existente sugira que os lobos parietal e occipital são as áreas primárias de envolvimento na síndrome de Balint, foi relatado que lesões noutras áreas do cérebro, como o córtex pré-frontal e os campos oculares frontais, estão associadas a sintomas individuais da síndrome de Balint.
A apraxia oculomotora é a incapacidade de mudar voluntariamente o olhar apesar da função intacta dos músculos extra-oculares. Embora inicialmente descrita em doentes com lesões parietais bilaterais, estudos posteriores mostraram que lesões isoladas dos campos oculares frontais também podem causar este défice.
Simultagnosia é a falta de capacidade de perceber mais do que um único objecto de cada vez. Por exemplo, quando lhes é apresentada uma imagem de uma floresta com árvores, não conseguem ver a floresta, embora consigam ver cada árvore individualmente. Devido ao seu défice visual atencional, podem parecer funcionalmente cegos e terão dificuldade em ler e contar, porque estas actividades requerem a visualização de mais do que um objecto de cada vez. Classifica-se ainda em tipos dorsal e ventral. Na variante dorsal, postula-se que a lesão se situa nos lobos parietais bilaterais, e o doente é frequentemente incapaz de ver mais do que um objecto de cada vez. No tipo ventral, postula-se que a lesão se situa no lobo occipitotemporal inferior esquerdo, e o doente tem uma velocidade de processamento visual mais lenta e é incapaz de identificar partes individuais de um objecto com várias partes.
As três características que definem a síndrome de Balint envolvem uma falta de coordenação entre as entradas visuais e as saídas motoras, o que causa uma incapacidade de usar a informação visual para guiar as mãos ou os olhos do doente. Os doentes com esta síndrome têm uma acuidade visual normal, não têm paralisia dos movimentos extra-oculares e conseguem nomear cores e objectos.

## Avaliação
A síndrome de Balint é suspeitada clinicamente com base nos sintomas descritos acima na secção de características clínicas. A falta de compreensão adequada desta síndrome resulta frequentemente num diagnóstico incorrecto da apresentação. Não existem critérios de diagnóstico específicos para estudos imagiológicos do cérebro. A tomografia computorizada e a ressonância magnética do cérebro revelam geralmente alterações atróficas nos lobos parietal e occipital. No entanto, os exames imagiológicos da síndrome de Balint podem revelar achados consistentes com a etiologia subjacente. Os estudos de diagnóstico subsequentes são efectuados para delinear a etiologia quando existe suspeita clínica de síndrome de Balint e os achados imagiológicos são consistentes com a apresentação clínica. Em alguns casos, pode ser necessária uma única tomografia computorizada por emissão de positrões para avaliar a hipoperfusão cerebral das áreas envolvidas.

## Tratamento
O tratamento básico da síndrome de Balint baseia-se na reabilitação e na redução da extensão da incapacidade ao mínimo possível. Em alguns casos, como o enfarte, a PRES e as etiologias infecciosas, podem ser utilizadas medidas preventivas secundárias para reduzir o risco de recorrência. Existem diferentes abordagens na reabilitação profissional que foram propostas para ajudar os indivíduos a limitar os seus sintomas incapacitantes. A abordagem adaptativa é aquela em que as capacidades intactas são utilizadas eficazmente para reduzir a extensão da incapacidade causada pelos sintomas. A abordagem correctiva visa reparar as áreas danificadas do cérebro, treinando-as em competências perceptivas. A terceira e complexa abordagem é uma abordagem multi-contextual que envolve a aprendizagem estratégica num ambiente com múltiplas tarefas.

## Diagnóstico Diferencial
A heminegligência lateral, que normalmente resulta de lesões na junção temporoparietal, deve ser distinguida da síndrome de Balint. Nos doentes com heminegligência, os movimentos oculares deficientes podem simular apraxia ocular, a dificuldade em realizar movimentos das mãos pode simular ataxia óptica e os défices de percepção podem simular simultagnosia.

## Prognóstico
O prognóstico da síndrome de Balint depende principalmente da etiologia subjacente. Nas etiologias agudas, como o AVC, a origem infecciosa ou a PRES, com um tratamento adequado, os doentes podem ter um bom prognóstico. Por outro lado, a síndrome de Balint secundária a etiologias neurodegenerativas, como a degenerescência corticobasal ou a atrofia da cortical posterior, correlaciona-se com um mau prognóstico.

## Complicações
Para além dos sintomas incapacitantes associados à síndrome, não existem relatos de complicações significativas em doentes com síndrome de Balint.

## Outras questões
A descrição original da síndrome de Balint era uma tríade de sintomas que ocorriam devido a lesões nos lobos parietais bilaterais, mas ao longo dos anos têm sido relatados numerosos casos em que as lesões envolviam áreas parieto-occipitais ou temporo-occipitais, com apresentações clínicas semelhantes. Além disso, componentes individuais da síndrome de Balint podem ocorrer como resultado de outras lesões envolvendo outras partes do cérebro que não os lobos parietal e occipital. São necessários mais estudos para analisar as vias neuronais específicas que são responsáveis pelas apresentações clínicas descritas habitualmente na síndrome de Balint.

## Melhorar os resultados dos cuidados de saúde
Uma vez que a doença é raramente observada, mesmo por neurologistas, o doente que apresenta uma incapacidade de desviar o olhar voluntariamente, apesar da presença de movimentos extra-oculares normais, pode ser suspeito de ter uma perturbação de conversão e pode não receber uma avaliação adequada. A formação dos profissionais de saúde a vários níveis, incluindo médicos, enfermeiros e outros prestadores de cuidados de saúde, sobre a sintomatologia desta apresentação é essencial para garantir que os doentes são correctamente avaliados. O diagnóstico e o tratamento da síndrome de Balint requerem uma abordagem de equipa interprofissional, incluindo médicos, especialistas e enfermeiros com formação especializada, todos colaborando entre disciplinas para alcançar os melhores resultados para o doente. 